# Cassipourea fanshawei
Cassipourea fanshawei là một loài thực vật có hoa trong họ Rhizophoraceae. Loài này được Torre & A.E.Gonç. mô tả khoa học đầu tiên năm 1976.